# عبر السياج
عبر السياج (بالإنجليزية: Over the Hedge)‏ هو فيلم رسوم متحركة مرسوم بالكمبيوتر أنتجته دريم ووركس أنيمايشن. الفيلم يستند إلى رواية تحمل نفس الاسم. وهو من إخراج تيم جونسون وكاري كيركباتريك ومن إنتاج بوني ارنولد. صدر في الولايات المتحدة بتاريخ 19 مايو 2006.

## قصة الفيلم
بينما يبحث آر جي الراكون عن الطعام ولكنه فشل في إيجاد طعامٍ يأكله، وفكر بأن يأتي لكهف الدب فينسنت، لديه الكثير من الطعام المخبأ في كهفه سيطر الجوع على آر جي وجعله يسرق فينسنت وأخذ جميع طعامه، وأستيقظ فينسنت نومه، ولم يصدق فينست أن آر جي يسرقه وتقدم إليه وتراجع آر جي وسقطت العربة إلى الطريق وسحقتها شاحنة وهجم فينسنت على آر جي ولكنه وعده بأن يعيد جميع طعامه في أسبوع ودعه يرحل، بينما يستيقظ مجموعة من الحيوانات من سباتهم عائشون في غابة صغيرة محيطة الحضارة بهم (أقيمت الحضارة في حين سباتهم).
و تلك المجموعة تحت قيادة فيرن السلحفاة، وفي تلك المجموعة سنجاب في غاية النشاط يدعى هامي، وستيلا الظربان، وحيوانات الأبوسوم الوالد أوزي والابنة هيذر وعائلة من القنافذ لو الوالد وبيني الوالدة وأبناءهم سبايك، بوكي، كويلو في حين سباتهم تمت إحاطة الغابة التي يعيشون فيها بسياج لفصلهم من بقية التطوير الإنساني.
بينما تخاف المجموعة من السياج، ولم يعرفوا ما هو وتحقق فيرن ما هو فدخل إلى حضارات الإنسان وتفاجئ بأن الغابة أختفت ورأى البشر وعاد إلى الغابة ويستغل آر جي هذه الفرصة ويقدم نفسه للمجموعة ويريهم أهمية الحضارة التي بقربهم، ويشعر فيرن بوخز في ذيله، ويرفض أن أن يستمع له، ولكن آر جي يذيقهم رقائق البطاطس بنكهة الناتشو ويعجبوا بمذاقه وطلبوا المزيد منه، ويعلمهم آر جي الكثير عن الطعام، وجعلم يسرقوا الطعام من البشر معه، ويغضب البشر كثيرًا إلى أن تتصل غلاديس بشركة إبادة الطفيليات، ويزداد غضب فيرن وقرر أن يُعيد الطعام إلى البشر ولكن يمنعه آر جي وأتى الكلب اللعوب نوغنت يطاردهم ودمر الطعام بأكمله وعادوا إلى الغابة وتساءلت المجموعة ماذا حدث وو أخذ آر جي  يلوم فيرن وتغضب المجموعة منه وتتركه، وكان ذلك آخر يوم لاكتمال البدر وشاهد آر جي الأفخاخ التي وضعها مبيد الطفيليات ويأتي فيرن ويعتذر من آر جي ويقبل عذره ويعتذر فيرن من المجموعة ويتقبلوا عذره.
يخطط آر جي لآخر هجوم على البشر قبل موعد الدب فينسنت، وخطط بأن يهجم على بيت غلاديس التي حصّنته من كل اتجاه باشترائها أجهزة أمنية التي تقول «هو غير قانوني في كل دولة، باستثناء تكساس» وتمكنوا من دخول ساحتها وكان لدى غلاديس قط فارسي لديه طوق فتح الباب، وكانوا بحاجة لأخذ الطوق وصرف انتباهه وجعلوا ستيلا من ظربان إلى قطة وكانت تتحث معه طيلة الليل، وبدأت عملية السرقة إلى الصباح وأخذوا كل شيء ما عدا رقائق سباديز ويشعر فيرن بوخز في ذيله مجددًا، ويرفض الجميع يريدون الهروب ويقول آر جي الحقيقة لهم ويهرب آخذًا عربة الطعام ويأتي غلاديس ودواين ويتم القبض على المجموعة، ويأخذ آر جي الطعام إلى فينسنت وبينما يرى مجموعته يتم القبض عليها وتركب السيارة في طريقها إلى الموت يغير رأيه، ويخطط بأن يساعدهم مستخدمًا عربة فينسنت ويصطدم بسيارة دواين ويغمى عليه ويغضب فينسنت مطاردًا آر جي ولم تعلم المجموعة بأن عاد لهم وعرفوا وتخلصوا من فينسنت عن طريق بالوناتٍ عملاقة وعادوا إلى منزل غلاديس مصطدمين به وخرج الجميع عائدين إلى الغابة ويهبط فينسينت إلى هناك ويعودوا إلى منطقة البشر ويأتي دواين بعصًا واخزة وتأتي غلاديس بآلة جزر العشب وتحتمي المجموعة في السياج من الطرفين، وقرر أن يسلم آر جي نفسه لـفسنينت ومنعه فيرن من ذلك وخططا بخطة وأعطيا هامي مشروب الطاقة، الذي يجعله يتحرك بسرعة الضوء وذهب لتشغيل جهاز الإبادة الغير قانوني، بينما يستخدم آر جي نفسه كطعهم لـفينسنت مرتديا صدفة فيرن ويهجم فينسنت عليه ولكن يشده فيرن إلى الخلف ويذهب فينسنت إلى الجانب الآخر وتتم بدأ عملية الإبادة، ويُبحس دواين، غلاديس، فينسنت في قفص واحد وأصيبوا بإصابة خطيرة.
و يُؤخذ فينسنت إلى جبال روكي، ويتم القبض على غلاديس لمخالفتها القانون باستعمال الأفخاخ اللا إنسانية وتراوغ الشرطة وتتعارك معهم، بينما يهرب دواين من الشرطة إلى أنه تعرض للهجوم من قبل نوجنت الكلب اللعوب، وتعود المجموعة إلى الغابة وما يزال تايغر واقعًا في حب ستيلا مع الرغم أنه عرف أنها ظربان، ويتم قبول آر جي وتايغر في المجموعة، ويدرك فيرن أنهم لا يزالون بحاجة إلى الطعام لفصل الشتاء، ويكتشف هامي أنه ملئ الجذع بالبندق.

### الأداء الصوتي
بروس ويليس بدور آر جي الراكون.
غاري شاندلينج بدور فيرن السلحفاة.
ستيف كارل بدور هامي السنجاب.
ويليام شاتنر بدور أوزي الأبوسوم الوالد.
آفريل لافين بدور هيذر الأبوسوم الابنة.
واندا سايكس بدور ستيلا الظربان.
يوجين ليفي بدور لو القنفذ الوالد.
كاثرين أوهارا بدور بيني القنفذ الوالدة.
ماديسون دافنبورت بدور سبايك، بوكي، كويلو القنافذ الأبناء.
أوميد جليلي بدور تايغر القط الفارسي.
أليسون جاني بدور غلاديس رئيسة جمعية مالكي العقارات كاميلوت الرئيسية.
نيك نولت بدور فينسينت الدب.
بريان ستيبانيك بدور نوغنت الكلب اللعوب.
توماس هادن تشورتش بدور دواين مبيد الطفيليات.

## وصلات خارجية
- عبر السياج على موقع IMDb (الإنجليزية)
- عبر السياج على موقع روتن توميتوز (الإنجليزية)
- عبر السياج على موقع نتفليكس (الإنجليزية)
- عبر السياج على موقع ألو سيني (الفرنسية)
- عبر السياج على موقع Turner Classic Movies (الإنجليزية)
- عبر السياج على موقع أول موفي (الإنجليزية)
- عبر السياج على موقع بوكس أوفيس موجو (الإنجليزية)
- عبر السياج على موقع فيلمافينيتي (الإسبانية)
- عبر السياج على موقع قاعدة بيانات الأفلام السويدية (السويدية)
- عبر السياج على موقع قاعدة بيانات الفيلم (الإنجليزية)
- (بالإنجليزية) الموقع الرسمي
- (بالإنجليزية) عبر السياج  في قاعدة بيانات الأفلام على الإنترنت (بالإنجليزية)